# If I Could Tell You
If I Could Tell You es el duodécimo álbum de estudio del músico griego Yanni. Este álbum, alcanzó el #1 en la lista Billboard's "Top New Age Albums" y el lugar #20 en Billboard 200 en el mismo año. Este fue el primer álbum de estudio que lanzó el destacado pianista luego de estar siete años sin lanzar un álbum de este tipo. 

## Temas
| #   | Tema                  | Duración |
| --- | --------------------- | -------- |
| 1.  | «On Sacred Ground»    | 7:11     |
| 2.  | «The Flame Within»    | 5:56     |
| 3.  | «Midnight Hymn»       | 5:52     |
| 4.  | «November Sky»        | 4:46     |
| 5.  | «With an Orchid»      | 5:07     |
| 6.  | «Wishing Well»        | 5:45     |
| 7.  | «A Walk in the Rain»  | 4:58     |
| 8.  | «Highland»            | 5:56     |
| 9.  | «If I Could Tell You» | 5:54     |
| 10. | «In Your Eyes»        | 5:13     |
| 11. | «Reason for Rainbows» | 6:02     |

## Personal
Todos los temas musicales presentes en este disco fueron compuestos por Yanni